# Michael Luciano
Michael „Mike“ B. Luciano (* 2. Mai 1909 in McAdoo, Pennsylvania; † 15. September 1992 in Los Angeles, Kalifornien) war ein US-amerikanischer Filmeditor, der nicht nur viermal für den Oscar für den besten Schnitt nominiert war, sondern auch zweimal den Eddie gewann, den Filmpreis der American Cinema Editors (ACE).

## Leben
Luciano begann 1938 als Editor bei dem Film Man’s Country und arbeitete im Laufe seiner Karriere am Schnitt von über 50 Filmen und Fernsehserien mit.
1965 wurde er erstmals für den Eddie nominiert und zwar für die Folge „I, Darrin, Take This Witch Samantha“ (1964) aus der Fernsehserie Verliebt in eine Hexe. Ebenfalls 1965 erfolgte seine erste Oscar-Nominierung für den besten Schnitt in dem Film Wiegenlied für eine Leiche (1964).
Für Der Flug des Phoenix (1965) war er sowohl 1966 für den Oscar als auch 1966 für den Eddie für den besten Filmschnitt nominiert. Den Eddie für den besten Filmschnitt gewann er schließlich erstmals 1968 für Das dreckige Dutzend (1967) und war für diesen Film abermals für den Oscar bei der Oscarverleihung 1968 nominiert.
Einen weiteren Eddie für den besten Filmschnitt erhielt Luciano 1975 für Die Kampfmaschine (The Longest Yard, 1974). Für diesen Film war er auch bei der Oscarverleihung 1975 für den Oscar für den besten Schnitt nominiert.
Neben der Arbeit für Fernsehserien wie Rauchende Colts und Mutter ist die Allerbeste war er unter anderem auch Editor der Filme Rattennest (1955), Herbststürme (1956), Der Ritt zurück (1957), Was geschah wirklich mit Baby Jane? (1962), Zu spät für Helden – Antreten zum Verrecken (1970) und Keine Gnade für Ulzana (1972) und arbeitete dabei in zahlreichen Filmen mit dem Filmregisseur Robert Aldrich zusammen. Zuletzt war er 1986 Produzent und leitender Editor des Films Kidnapped.

## Filmografie (Auswahl)
- 1955: Rattennest (Kiss Me Deadly)
- 1955: Hollywood-Story (The Big Knive)
- 1956: Herbststürme (Autumn Leaves)
- 1956: Ardennen 1944 (Attack!)
- 1957: Der Ritt zurück (The Ride Back)
- 1959: Heiße Grenze (The Wonderful Country)
- 1961: El Perdido (The Last Sunset)
- 1962: Was geschah wirklich mit Baby Jane? (What Ever Happened to Baby Jane?)
- 1964: Vier für Texas (4 for Texas)
- 1964: Wiegenlied für eine Leiche (Hush… Hush, Sweet Charlotte)
- 1965: Der Flug des Phoenix (The Flight of the Phoenix)
- 1967: Das dreckige Dutzend (The Dirty Dozen)
- 1968: Große Lüge Lylah Clare (The Legend of Lylah Clare)
- 1970: Zu spät für Helden – Antreten zum Verrecken (Too Late the Hero)
- 1972: Keine Gnade für Ulzana (Ulzana’s Raid)
- 1973: Ein Zug für zwei Halunken (Emperor of the North)
- 1974: Die härteste Meile (The Longest Yard)
- 1975: Straßen der Nacht (Hustle)
- 1977: In der Gewalt der Riesenameisen (Empire of the Ants)
- 1977: Das Ultimatum (Twilight’s Last Gleaming)
- 1979: Weiße Sklavin der grünen Hölle (Gold of the Amazon Women)
- 1980: Alles in Handarbeit (Hardly Working)